# 아키볼트

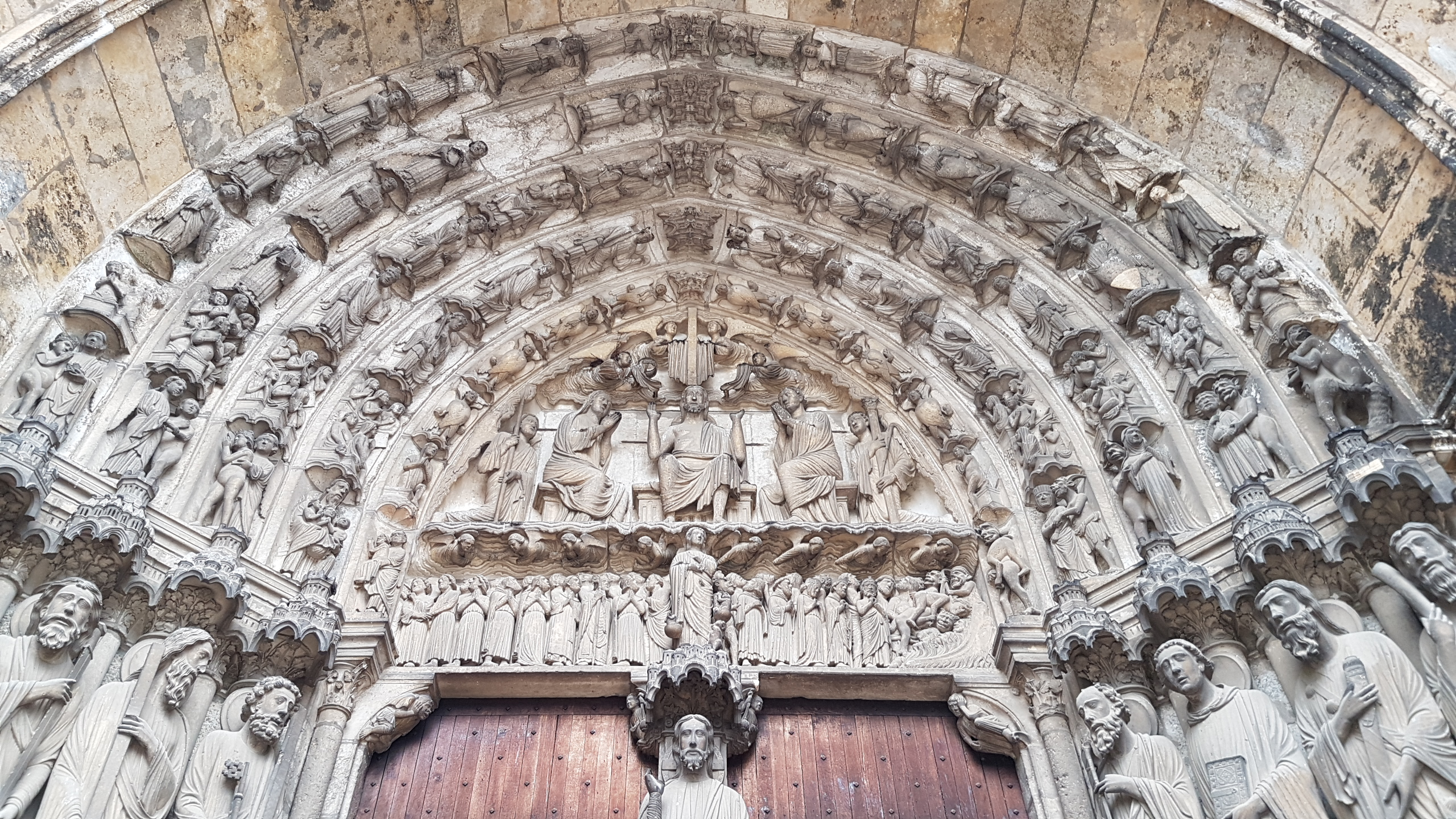
프랑스 샤르트르에 있는 샤르트르 대성당의 남쪽 포털에 있는 아키볼트.

아키볼트(영어: Archivolt) 또는 부쉬르(프랑스어: Voussure)는 아치 아랫면의 곡선을 따라가는 장식용 몰딩 또는 띠를 의미한다. 아치형 개구부(opening)를 둘러싼 장식용 몰딩(또는 다른 건축 요소)의 띠로 구성되며, 직사각형 개구부의 경우 아키트레이브에 해당된다. 또한 아치 자체의 아랫면이나 안쪽 곡선(더 정확하게는 인트라도스)을 지칭하기도 한다. 일반적으로 아키볼트는 교회 또는 성당 포털의 특징적인 아치로 잘 알려져 있는데 이러한 아키볼트에 사용된 몰딩과 조각상들은 신학적 이야기를 다루거나 교회의 종교적 인물과 이념을 묘사하는 데 사용되어 교회의 성지 공간과 외부 세계 사이의 관문을 표현한다. 아키볼트는 오랜 기간 동안 교회 또는 성당 건축물에 특징적으로 나타났지만 건축학적 또는 예술적 측면에서 아키볼트의 디자인은 아키볼트가 건축된 당시 시대와 아키볼트가 설계된 교회에 의해 큰 영향을 받았다.

## 어원
'아키볼트'(Archivolt)라는 용어는 아치를 의미하는 영어 'arch'와 궁륭을 의미하는 이탈리아어(또는 프랑스어) 'vault'에서 유래되었다.

## 구조적 특징
교회 현관의 일부인 아키볼트의 범위는 일반적으로 팀파눔 위 아치의 아랫부분에서 린텔을 감싸고 문설주에서 끝나며, 각 아치에는 일반적으로 여러 겹의 아키볼트가 있다. 이러한 아키볼트의 기본적인 구조와 배치는 일반적으로 존재하지만 아키볼트가 설계된 시기와 장소, 또한 어떤 종류의 교회인지에 따라 디자인이 유동적으로 변한다. 그 예로 다음과 같은 아치의 모양을 들 수 있는데 고딕 양식의 포털에서는 뾰족한 아치가 상징적인 반면 로마네스크 양식의 포털에서는 둥근 아치가 일반적이다. 이러한 각각의 특징은 교회 내부에서도 볼 수 있는데, 고딕 양식의 교회는 뾰족한 아치형 천장을 가지고 있고 로마네스크 양식의 교회는 둥근 아치형 천장을 가지고 있다.

## 아키볼트의 진화
아키볼트는 재정복 당시 프랑스와 스페인의 교회 입구에 처음으로 등장했다. 아키볼트는 교회 본당을 압축한 버전으로 발전했다고 믿어지며, 다층 구조의 아치 몰딩은 교회 외부에서 내부의 신성한 분위기로 향하는 신학적 여정을 묘사한다. 
교회 외부에 석조 조각을 사용하는 것은 11세기에 처음으로 널리 나타났다. 이러한 몰딩과 조각품의 후기 활용은 캘빈 켄들(Calvin Kendall)에 의해 다음과 같이 설명됐다. "[교회 포털]은 예배자의 영적 안녕과 관련이 있었으며 신성한 공간을 만들고 구분하는 역할을 했습니다." 외부 공공 영역과 교회 내부의 성스러운 공간을 분리하기 위해 포털과 아키볼트의 몰딩을 사용한 것은 교회와 내부에서 관찰되는 신학에 대한 지식을 전달하기 위한 혁신적인 아이디어였다.
미국의 미술 사학자 Conrad Rudolph에 의해 입증된 바와 같이, 교회 건축의 활용에 있어서 이러한 진화는 12세기에 발생하고 있던 방대한 양의 정보를 분류, 유지 및 공유하는 중요한 발전과 함께 동시에 일어났다. 이것이 아키볼트 설계에 적용되는 과정은 많은 아키볼트의 세부적인 디자인을 통해 표현된 복잡한 신학적 이야기와 메시지를 통해 나타난다.

## 역사적 맥락

### 로마네스크 양식

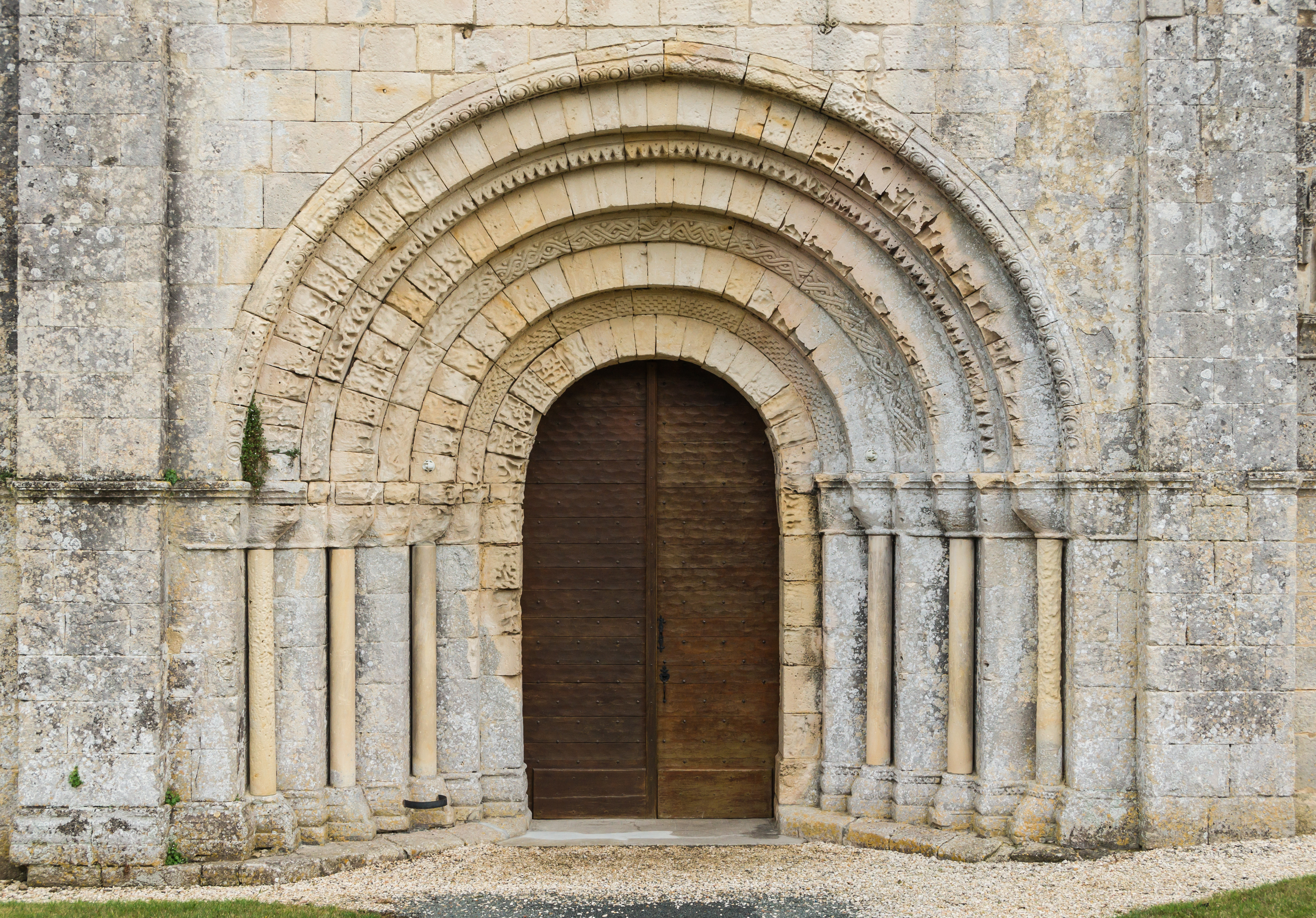
파리의 생쉴피스 성당에 있는 둥근 아키볼트가 있는 로마네스크 양식의 포털

교회 포탈의 복잡성과 그에 따른 몰딩의 중요성, 그리고 아키볼트 디자인은 로마네스크 양식의 교회에서 처음으로 광범위하게 나타났으며, 주로 11세기에서 13세기 초에 나타났다. 로마네스크 시대의 교회 건축은 교회 입구에 일반적으로 돌 조각이 사용되기 시작했으며, 특히 아키볼트와 그 주변에 예수 그리스도를 묘사함으로써 신성한 공간의 시작을 상징하게 됐다. 로마네스크 양식의 포털과 아키볼트는 로마 건축에서 볼 수 있듯이 대부분 둥글게 생겼다. 당시 아키볼트는 건물이자 회중 장소로서의 교회에서 중요한 역할을 했다. 중세 로마네스크 시대에는 대부분의 사람들이 글을 읽을 줄 몰랐기 때문에, 아키볼트를 통해 기독교 신앙의 핵심이 되는 중요한 사건을 장식품 및 조각상으로 묘사함으로써 대중이 쉽게 이해하기 어려운 교회 이념을 전달할 수 있게 되었다.

### 고딕 양식

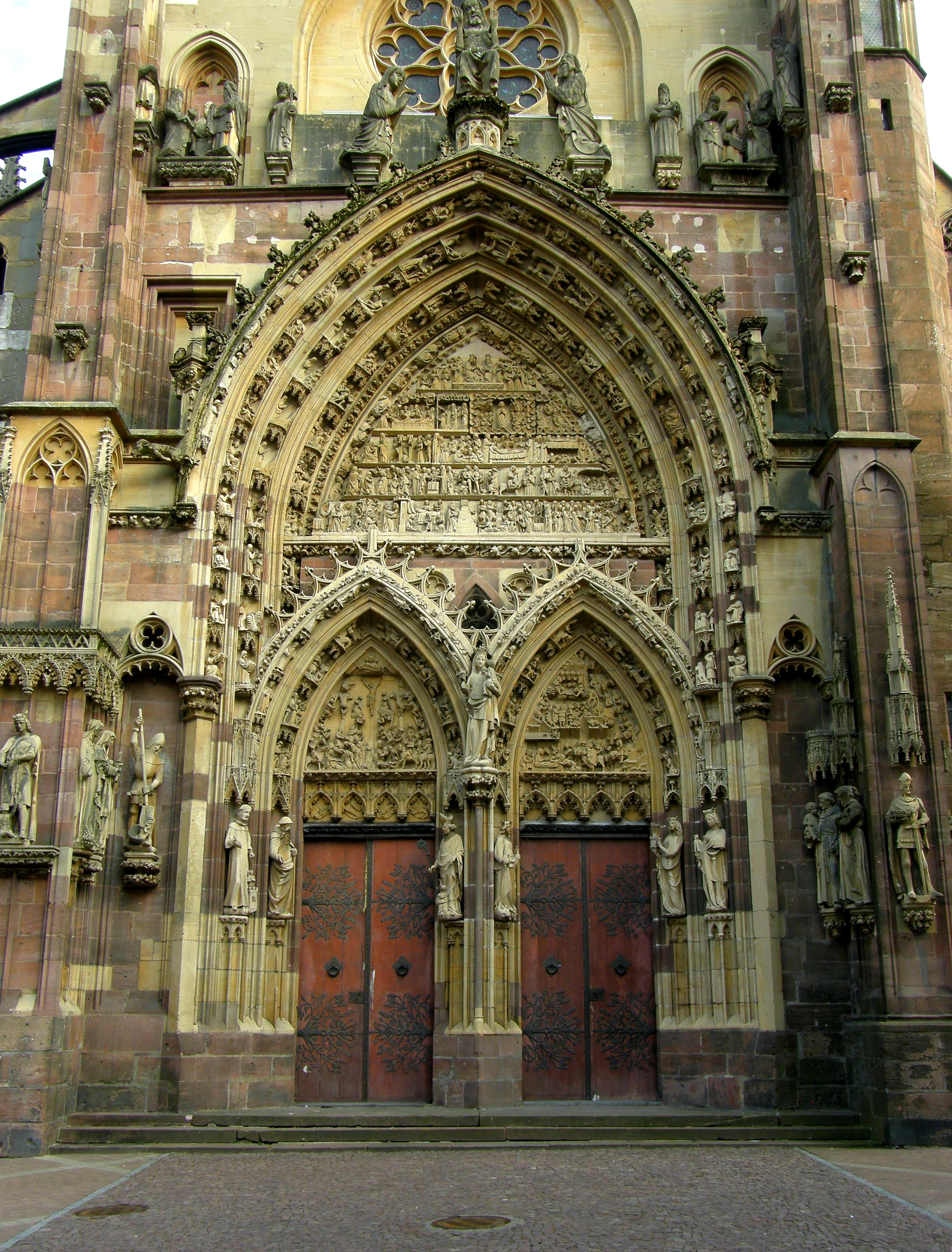
프랑스 탄의 성 테오발트 교회에 있는 뾰족한 아키볼트가 있는 고딕 양식의 포털

12세기 중반부터 16세기까지 주로 발견된 고딕 건축은 로마네스크 건축의 후속이었으며 주로 기독교 건축의 탄생으로 여겨진다. 이는 고딕 양식의 포털과 아키볼트의 예술적, 건축적 특징의 상징성에서 볼 수 있다. 고딕 양식의 포털과 아키볼트의 고전적인 뾰족한 아치는 사람들의 시선을 위쪽 즉, 천국으로 향하게 하여, 신의 존재를 끊임없이 상기시키고 삶의 신성하고 천상적인 측면에 집중하도록 유도하며 지상적인 측면에는 집중하지 않도록 한다.